# Magistralinis kelias A2

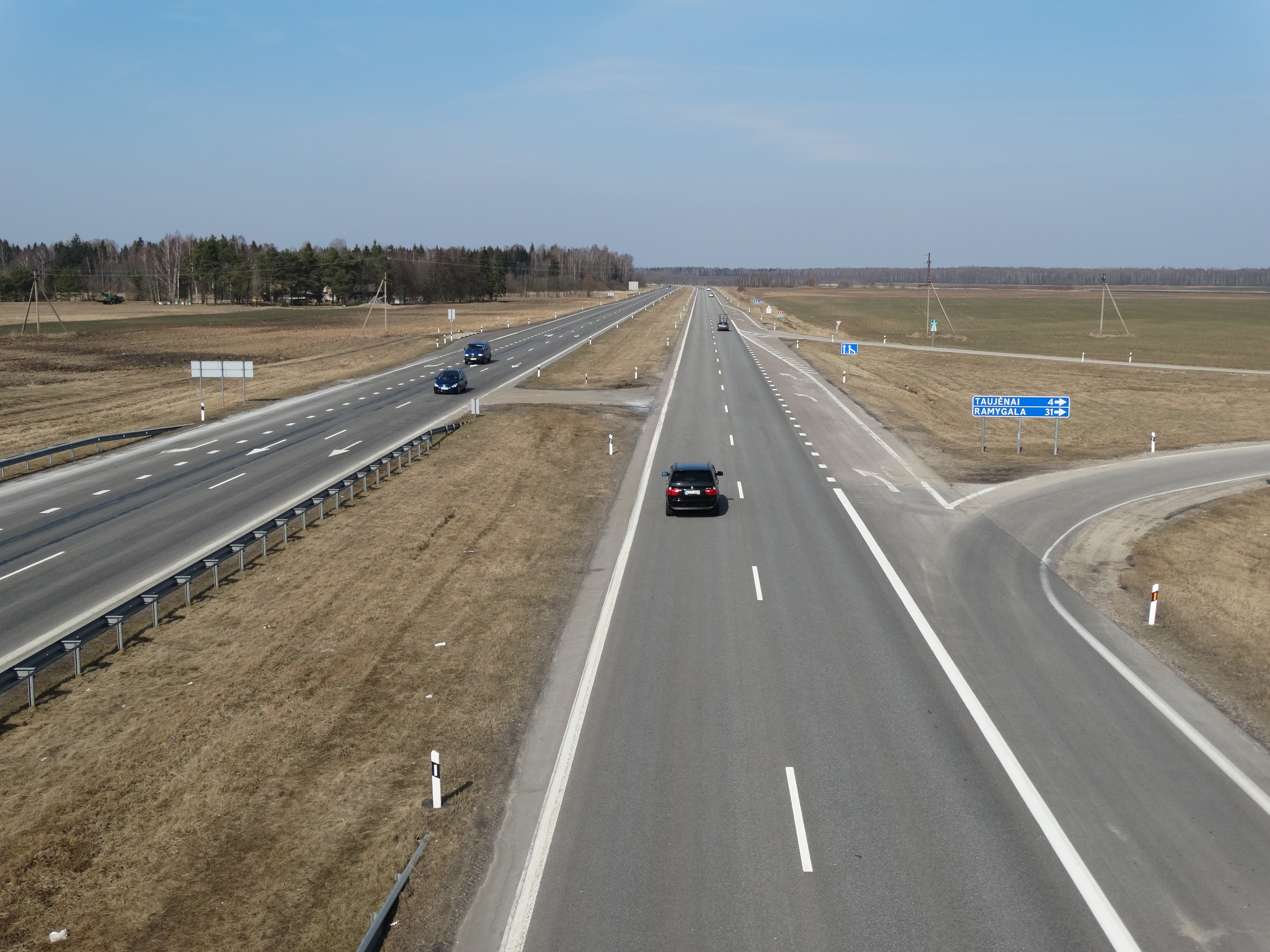
Tipico panorama dell'autostrada. A2 presso Taujėnai

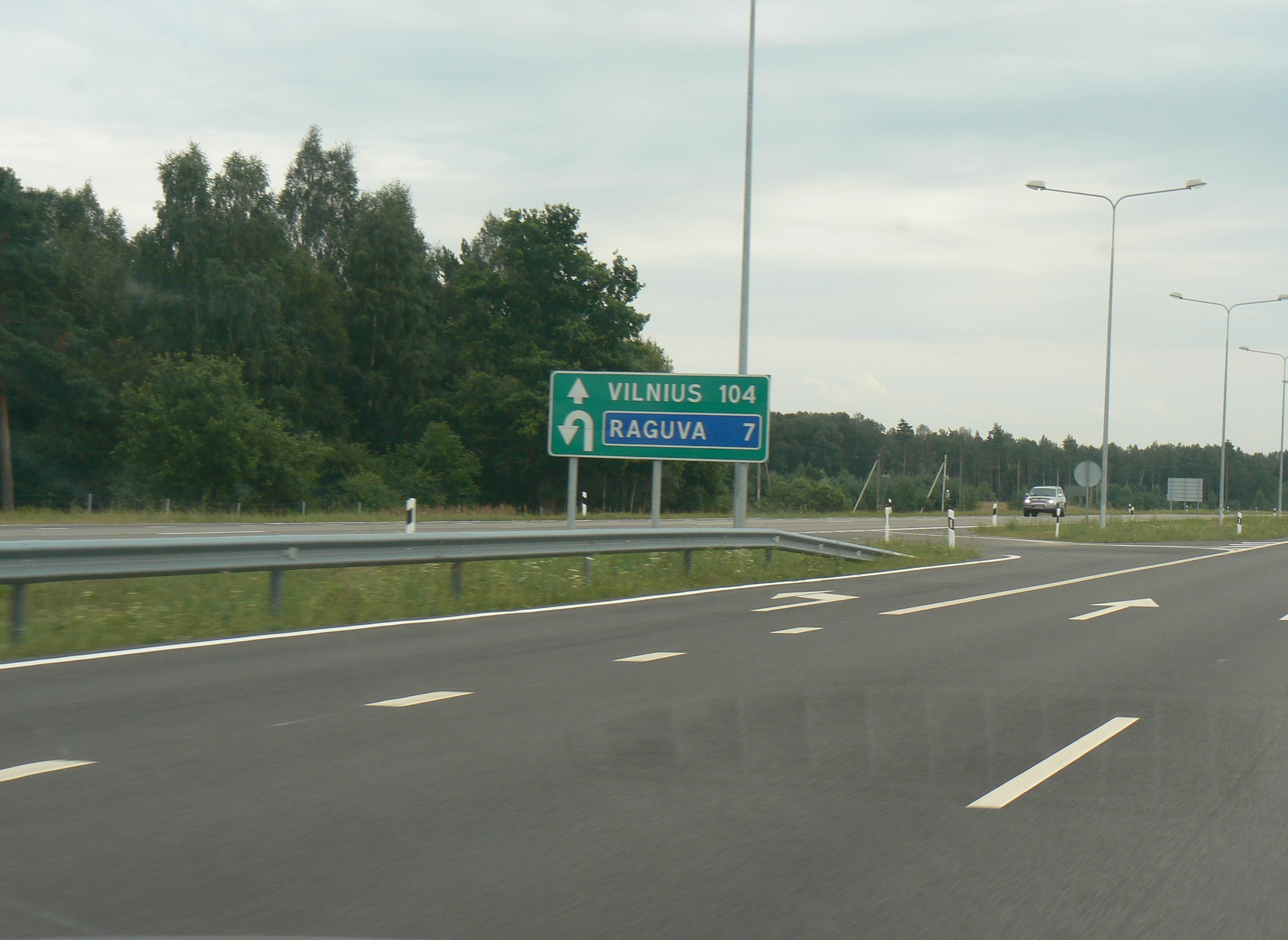
Cartello stradale che indica la possibilità di effettuare un'inversione a U all'altezza di Raguva

La Magistralinis kelias A2 è una strada maestra della Lituania, con caratteristiche autostradali. Collega la capitale Vilnius alla città di Panevėžys, passando per Ukmergė. La lunghezza supera i 130 chilometri. Il tratto tra Vilnius e Ukmergė fu la prima sezione ad essere aperta, la quale fu più tardi estesa fino a Panevėžys.

## Descrizione
Vi sono sei punti in cui è possibile effettuare inversione a U. In alcuni di essi, vi sono dei rilevatori di velocità per evitare che in queste sezioni pericolose si possano infrangere i limiti di velocità. In alcuni di questi punti, il limite di velocità è di 130 km/h, ma nella maggior parte dei casi il limite predefinito è di 110 km/h.
L'autostrada A2 ha quattro corsie (2 per carreggiata) separate da un ampio manto erboso e da guard rail. Il codice europeo è E272.
L'evento di maggior spicco che si è tenuto in questo luogo è la protesta non violenta sulla via Baltica durante la cosiddetta Rivoluzione cantata alla fine degli anni ottanta. Circa due milioni di persone unirono le mani formando una catena umana che si estendeva per ben 675,5 chilometri tra i tre Stati baltici (Estonia, Lettonia e Lituania), al tempo appartenenti all'Unione Sovietica.